# Laurent Lenne
Pour les articles homonymes, voir Lenne.
 (février 2023).
 (janvier 2021).
Si vous disposez d'ouvrages ou d'articles de référence ou si vous connaissez des sites web de qualité traitant du thème abordé ici, merci de compléter l'article en donnant les références utiles à sa vérifiabilité et en les liant à la section « Notes et références ».
Laurent Lenne, né le 23 décembre 1968 à Toulon, est auteur-compositeur-interprète et imitateur français. 

## Biographie
En 2008, Laurent Lenne participe à la saison 2 de Secret Story avec comme secret le fait qu'il soit un prêtre anglican.
En 2012, les médias relèvent son intention d'être candidat à l'élection présidentielle, mais il n'obtient pas les parrainages nécessaires. D'après lui, il s'agissait d'une intention qui ne relevait aucune ambition, juste un coup de colère et l'occasion de se faire le porte-voix des SDF.
Il est ordonné[Par qui ?] évêque de l'Église apostolique et œcuménique de France en 2018,, il est élu[Par qui ?] en 2021 provincial de la Communion anglicane libre internationale (Anglican Free Communion International) pour l'Europe,.

## Publications
- 2010 : Une parole et des hommes (Éditions Castelli)  (ISBN 978-2-35317-059-3)
- 2011 : Un pasteur pour la France (Éditions Castelli)  (ISBN 978-2-35317-063-0)
- 2013 : Pourquoi me persécutes-tu ? (Editions Croix du Salut)
- 2017 : Transmettre (éditions Croix du Salut)

## Discographie
- 1986 : Point à la ligne (Auvidis)
- 1987 : Paris c'est toujours la terre (Triangle international/Musidisc)
- 1988 : Le Plagiste rocker (CTA/Musidisc)
- 1990 : Je Reviendrai (Just'in)
- 1996 : String Story (Polygram)
- 2003 : Nomade (Alc)
- 2008 : Je Chanterai pour toi (Francis Lalanne - Mediastore)
- 2009 : En pleine face (AetA productions/Believe)
- 2012 : Le Roi de la Place Clichy (Com D Pro)
- 2013 : Souvenirs souvenirs (Fernand Bonifay)
- 2015 : Si tu pars (label prod)
- 2015 : Inch'shalom (Dprod 2015)
- 2016 : Limite-tâteur (Dprod 2016)
- 2018 : Lutter LUTHER